# Hermine Lecomte du Noüy
Hermine-Augustine-Eugénie Lecomte du Noüy (nacida Oudinot; París, 1854-París, 1915) fue una escritora francesa. 

## Biografía
Nacida el 10 de marzo de 1854 en París, su nombre de nacimiento era Hermine Oudinot y era hija del pintor de vidrieras Eugène Oudinot de La Faverie. Contrajo matrimonio en la década de 1870 con André Lecomte du Noüy, arquitecto al servicio del gobierno rumano y restaurador de la iglesia de Curtea de Argeș.
Tuvo su debut literario en 1896, con la novela Amitié amoureuse, con cierto éxito. Firmó buena parte del resto de sus obras con la firma «L'auteur d'Amitié amoureuse» y también usó el seudónimo «Pierre Guérande». Entre sus otras obras se encontraron títulos como L'Amour est un péché, Désobéissance criminelle y Le Doute plus fort que l'Amour (1900). En colaboración con Maurice de Waleffe fue autora de  Mater dolorosa (1901), Maudit soit l'amour (1901) y Hésitation sentimentale (1901); con Henri Amic escribió En regardant passer la vie (1903), La Joie d'aimer (1904), Les serments ont des ailes (1904) y Jours passés (1908), con Jean de Fossendal fue autora de L'amour guette (1908) y con B. Moyra de La Route interrompue, novela traducida del inglés.
Fue hermana de Camille Oudinot, novelista y dramaturga, y madre de Pierre Lecomte du Noüy. Falleció en su ciudad natal el 18 de junio de 1915.